# Actinodura souliei
Actinodura souliei е вид птица от семейство Leiothrichidae. Видът е незастрашен от изчезване.

## Разпространение
Разпространен е в Китай и Виетнам.